# Jan Borna
Jan Borna (25. srpna 1960 Příbram – 16. ledna 2017 Praha ) byl český divadelní režisér a básník. Až do své smrti působil jako režisér pražského Divadla v Dlouhé.

## Biografie
V roce 1983 vystudoval obor teorie kultury na Filozofické fakultě Karlovy Univerzity v Praze a získal titul PhDr. Následně roku 1988 dokončil studium režie na pražské DAMU. 
Od roku 1990 působil na DAMU jako pedagog na katedře alternativního a loutkového divadla, kde vedl herecký ateliér. V letech 1987–1990 byl členem Volného spojení režisérů. Než roku 1996 zakotvil jako režisér a člen uměleckého vedení v pražském Divadle v Dlouhé, absolvoval několik angažmá: 1985–1986 v brněnském HaDivadle, 1989–1992 v loutkovém Divadle Drak v Hradci Králové, 1991–1992 v Realistickém divadle (dnes Švandovo) v Praze, 1993–1996 byl uměleckým šéfem a režisérem Dejvického divadla v Praze. S Jaroslavem Duškem zakládal divadelní soubor Vizita. 
Jako režisér uváděl i původní hry jiných autorů, ale často si předlohy převáděl do jevištní podoby sám, nebo se na jejím utváření výrazně podílel. Bornovy režijní počiny se vyznačovaly výjimečným citem pro detail a uměním inteligentního humoru. Komiku nicméně dokázal propojit i s jímavě poetickými momenty. Hry často ozvláštňovala hudební produkce se zpěvem, pro které režisér našel výborné protagonisty v hercích Divadla v Dlouhé. Vytvořil řadu představení pro děti či pro celou rodinu a v roce 2002 obdržel Cenu Českého střediska ASSITEJ (Mezinárodní asociace divadel pro děti a mládež). 
Roku 1992 mu byla diagnostikována roztroušená skleróza. Často se objevoval v médiích v rámci demýtizace tohoto onemocnění a podpory těch, kteří jím trpí. Rok 2005 objevil Jana Bornu také jako nadaného básníka s osobitým stylem. Vydal celkem šest sbírek.
V posledním období života Jana Bornu výrazně pracovně omezovalo jeho těžké onemocnění.

## Sbírky básní
- Veselá čekárna, 2005
- Malé prosby, 2006
- Krajina nad parapetem, 2008
- Na dosah, 2011
- O lásce a o ničem, 2014
- Psáno očima, 2016

## Divadelní režie
- 1990 Dario Fo: Mysteria Buffa[3]
- 1993 Jan Borna: To je nápad!, premiéra: 13. listopadu 1993
- 1994 Miguel de Cervantes, Jan Borna: Dobrodružství dona Quijota, premiéra: 27. března 1994
- 1995 Sławomir Mrożek: Tango, premiéra: 25. února 1995
- 1995 Jan Borna, Petr Matásek, Jan Vodňanský: Zpívej, klaune…!, premiéra: 17. prosince 1995

### V Divadle v Dlouhé:
- 1996 Petr Skoumal – Emanuel Frynta – Pavel Šrut – Jan Vodňanský: Kdyby prase mělo křídla, premiéra 14. prosince 1996, derniéra 23. března 2013[4]
- 1999 Jan Borna & kol.: Kabaret Vian-Cami, premiéra 5. února 1999.
- 2000 Ludvík Aškenazy, Jan Borna: Jak jsem se ztratil aneb Malá vánoční povídka, premiéra: 26. února 2000.
- 2001 Svatopluk Čech, Jan Borna: Epochální výlet pana Broučka do XV. století, premiéra 10. února 2001.
- 2002 Agatha Christie: Past na myši, premiéra: 12. ledna 2002.
- 2004 Jan Borna: Komedie s čertem aneb Doktora Fausta do pekla vzetí, premiéra 17. ledna 2004.
- 2005 Jiří Bulis, Jacques Prévert, Jan Borna & kol.: Kabaret Prévert-Bulis, premiéra 15. ledna 2005.
- 2006, Taťjana Lehenová, Jan Borna: Myška z bříška, premiéra 21. ledna 2006.
- 2007 Jordan Radičkov: Pokus o létání, premiéra 13. ledna 2007.
- 2008 Irena Dousková, Jan Borna: Oněgin byl Rusák, premiéra 19. ledna 2008.
- 2012 Josef Kainar, Jan Borna & kol.: Kabaret Kainar-Kainar, režie Jan Borna a Miroslav Hanuš, premiéra 24. listopadu 2012.
- 2013 Alena Kastnerová, Jan Borna & kol.: O líné babičce, režie Jan Borna a Miroslav Hanuš, premiéra 23. listopadu 2013.
- 2014 Bohumil Hrabal: 407 gramů z Bohumila Hrabala, režie Jan Borna a Miroslav Hanuš, premiéra 29. listopadu 2014.
- 2015 Petr Skoumal, Jan Vodňanský, Jan Borna: S úsměvy idiotů, režie Jan Borna a Miroslav Hanuš, premiéra 19. listopadu 2015.